# Djurgården Hockey 2008/2009
Djurgården Hockey gjorde sin 33:e säsong i Elitserien. David Schneider blev första amerikan att spela för Djurgården efter att ha skrivit på för klubben i juli 2008. Elitseriesäsongen startade 18 september 2008 med match hemma mot Luleå HF och avslutades 28 februari 2009 borta mot Frölunda HC. Djurgården missade slutspelet efter att ha placerat sig på en tionde plats, och säsongen var över för Djurgårdens del efter avslutat seriespel.

## Ordinarie säsong

### Tabell
| Nr | Lag            | S  | V  | O  | F  | ÖV | ÖF | GM  | IM  | MS  | P  |
| -- | -------------- | -- | -- | -- | -- | -- | -- | --- | --- | --- | -- |
| 1  | Färjestads BK  | 55 | 30 | 8  | 17 | 1  | 7  | 158 | 122 | +36 | 99 |
| 2  | Linköpings HC  | 55 | 26 | 13 | 16 | 1  | 12 | 166 | 152 | +14 | 92 |
| 3  | Frölunda HC    | 55 | 25 | 10 | 20 | 6  | 4  | 144 | 130 | +14 | 91 |
| 4  | HV71 (RM)      | 55 | 22 | 20 | 13 | 4  | 16 | 160 | 144 | +16 | 90 |
| 5  | Luleå HF       | 55 | 26 | 9  | 20 | 0  | 9  | 149 | 136 | +13 | 87 |
| 6  | Skellefteå AIK | 55 | 21 | 12 | 22 | 5  | 7  | 149 | 141 | +8  | 80 |
| 7  | Brynäs IF      | 55 | 21 | 12 | 22 | 4  | 8  | 128 | 140 | −12 | 79 |
| 8  | Timrå IK       | 55 | 19 | 12 | 24 | 7  | 5  | 152 | 142 | +10 | 76 |
| 9  | Modo           | 55 | 20 | 8  | 27 | 4  | 4  | 153 | 177 | −24 | 72 |
| 10 | Djurgårdens IF | 55 | 17 | 15 | 23 | 5  | 10 | 149 | 155 | −6  | 71 |
| 11 | Rögle BK (U)   | 55 | 18 | 12 | 25 | 1  | 11 | 152 | 178 | −26 | 67 |
| 12 | Södertälje SK  | 55 | 12 | 15 | 28 | 5  | 10 | 122 | 165 | −43 | 56 |

Tabelldata är hämtade från Svenska Ishockeyförbundet.

## Spelarstatistik

### Grundserien

#### Poängligan
Not: SM = Spelade matcher, M = Mål, A = Assists, Pts = Poäng
| Spelare            | SM | M  | A  | Pts |
| ------------------ | -- | -- | -- | --- |
| Fredrik Bremberg   | 53 | 17 | 40 | 57  |
| Niklas Anger       | 51 | 23 | 19 | 42  |
| Marcus Ragnarsson  | 49 | 12 | 25 | 37  |
| Kristofer Ottosson | 47 | 16 | 11 | 27  |
| Nichlas Falk       | 53 | 2  | 23 | 25  |
| Nicklas Danielsson | 50 | 7  | 14 | 21  |
| Michael Holmqvist  | 53 | 9  | 10 | 19  |
| Tim Eriksson       | 54 | 4  | 15 | 19  |
| David Schneider    | 41 | 7  | 11 | 18  |
| Andreas Engqvist   | 31 | 9  | 7  | 16  |

#### Målvakter
Not: SM = Spelade matcher, S% = Räddningsprocent, GAA = I snitt insläppta mål per match
| Spelare           | SM | S%     | GAA  |
| ----------------- | -- | ------ | ---- |
| Gustaf Wesslau    | 33 | 91,43% | 2,49 |
| Stefan Ridderwall | 27 | 89,74% | 2,90 |
| Tim Sandberg      | 1  | 100%   | 0,00 |

## Transaktioner
| Nyförvärv             | Nyförvärv          | Nyförvärv |
| --------------------- | ------------------ | --------- |
| Spelare               | Tidigare lag       | Kontrakt  |
| Gustaf Wesslau        | Borås HC           | 2 år      |
| Alexander Deilert     | Djurgården J20     | 2 år      |
| Niklas Andersson      | Växjö Lakers       | 2 år      |
| Marcus Ragnarsson     | Almtuna IS         | 1 år      |
| Henrik Eriksson       | Djurgården J20     | 2 år      |
| Tim Eriksson          | Linköpings HC      | 2 år      |
| Robin Figren          | Edmonton Oil Kings | Lån       |
| Michael Holmqvist     | Frölunda HC        | 2 år      |
| Jacob Josefson        | Djurgården J20     | 2 år      |
| David Schneider       | Norfolk Admirals   | 6 månader |
| Tero Konttinen        | TPS                | 1,5 månad |
| Andreas Holmqvist     | Frölunda HC        | 1 år      |
| Marcus Kristoffersson | Malmö Redhawks     | 2 matcher |

| Förluster             | Förluster           |
| --------------------- | ------------------- |
| Spelare               | Nytt lag            |
| Marcus Kristoffersson | SG Cortina          |
| Dick Axelsson         | Färjestads BK       |
| Daniel Larsson        | Detroit Red Wings   |
| Thomas Johansson      | Slutar              |
| Dennis Persson        | Timrå IK            |
| Jiri Marusak          | HC Mlada Boleslav   |
| Ossi Väänänen         | Philadelphia Flyers |
| Johan Ryno            | AIK                 |
| Pär Bäcker            | AaB Aalborg         |
| Patric Hörnqvist      | Nashville Predators |